# 明霞洞 (青岛)
明霞洞是位于山东省青岛市崂山区王哥庄街道的崂山上清风景游览区玄武峰下的一个花岗岩叠架洞和同名宫观，海拔650多米。第七批全国重点文物保护单位崂山道教建筑群中的11座建筑之一。

## 历史
金朝大定二年（1162年），即将此洞修筑为庙宇。除洞额“明霞洞”三字外，另刻“大安辛未”（1211年）四字。故传说“明霞洞”三字为丘处机在大安二年（1210年）所书。现洞体高3米，宽7米，深10余米。南洞口为人工砌墙，北洞口有方形花岗岩石块。洞前平崖筑成平台，因面对大海，霞光变化无穷，故是崂山十二景之一的“明霞散绮”。
元朝时，道士李志明居于此洞，故为全真道金山派祖庭。时在明霞洞之上建设斗姆宫。传说该洞在明朝永乐年间为道士张三丰修真处，故又名玄真洞。隆庆年间，“洞欹宫倾”，道士孙紫阳移建于洞西，建三清殿。终明一朝，僧、道交替住持明霞洞。清朝康熙年间，山洞在雷雨中倒坍，大半陷于地下。清末建观音殿。占地2000平方米，共有32间殿宇房舍。观音殿因暴雨山崩被砸毁，未修复
1949年时，明霞洞殿堂、房舍已逐渐败落。1950年代，有道士8人。文化大革命初期，庙内神像、供器、经卷、文物、庙碑全部被捣毁，1966年，青岛药材站占用房屋。1982年，青岛市人民政府列为市级文物保护单位。1991年3月，青岛市道教协会筹集资金进行修缮。现有殿宇、房舍共30间，建筑面积344平方米。已对外开放。